# 演習弾
演習弾（えんしゅうだん、Training Projectile、TP）は、訓練に用いられる砲弾、ロケット弾、誘導弾など弾薬類のうち、射撃性能を有するものである。実弾と同じ射撃手順と弾道特性と、安全性が高く、安価であることが要求される（安全性が高いといっても爆発しないだけで実弾とほぼ同じ質量のものが高速で飛んでくるので、直撃したらその運動エネルギーに見合った破壊力がある）。日本軍では代用弾と称した。
他の訓練用弾薬類には、擬製弾や狭搾弾がある。

## 榴弾の演習弾
榴弾、粘着榴弾、対戦車榴弾の演習弾は、炸薬の代わりに同質量のダミーウェイトが填実され、安全化されている。着弾位置の表示用に、黒色火薬を主成分とする少量の発煙剤を内蔵するものもある。
形状は通常の榴弾と同じであるが、色は米軍/自衛隊ともに青色で塗装され、演習弾であると明瞭に識別できる。

## 徹甲弾の演習弾

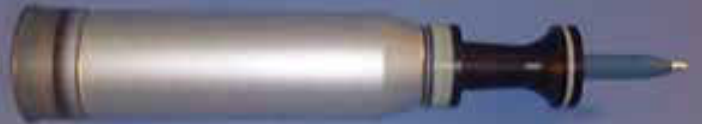
00式120ｍｍ戦車砲用演習弾（10式戦車、90式戦車用）

徹甲弾は、運動エネルギーを利用した弾丸であるため、もとより炸薬を内蔵していない。徹甲弾の演習弾は、所望の距離を飛翔した後は運動エネルギーつまり速度が低下する構造にして、安全化される。
高速で飛翔する弾丸は熱を帯びる。これは、高速で飛翔する弾丸先端の空気が圧縮されて生ずる熱（→ボイル＝シャルルの法則）である。また、旋動安定方式の徹甲弾では遠心力も加わる。これらの外力を利用して、一定時間経過後に弾丸の運動エネルギーを低下させる機構をもつ。具体的には
- 少量の爆薬を内蔵し、自爆する。
- 弾底部からパラシュートを展開し、空気抵抗を増大させて減速、落下する。
- 分割された弾丸を低融点合金のボルトで一体化させ、飛翔時の熱でボルトを溶かして分解、落下する。

と、いった機構を内蔵する。
徹甲弾は炸薬を内蔵しないため、演習でも実弾を用いることがある。
陸上自衛隊が戦車砲の徹甲弾の実弾射撃演習を行う場合、徹甲弾ドームと呼ばれる施設に向けて射撃を行い、万が一、弾丸が目標に命中しなかったときに高い運動エネルギーを保ったまま飛翔し続けるのを防止する安全措置がとられている。

## ロケット弾、誘導弾の演習弾
ロケット弾や誘導弾は、炸薬を内蔵している弾頭部や、推進装置のあるロケットモーター部、誘導制御部などに分解できる構造のものが多い。この場合、弾頭部のみを演習用のダミーウェイトや発煙剤に置き換えて、他の部品は実弾と同一のもので製造される。弾頭部は安全化されるが、弾道特性に関わるロケットモーター部は実弾と同じ構造であり、推進薬が燃焼すれば高温高圧のガスを噴射する。
色識別は、演習弾化された弾頭部のみ青色で、他の部分は実弾と同じOD色で塗装される。